# Gafarró de Burton
El gafarró de Burton (Crithagra burtoni) és un ocell de la família dels fringíl·lids (Fringillidae).

## Hàbitat i distribució
Habita boscos, clars i clarianes, localment a muntanyes del sud-est de Nigèria, Camerun, oest d'Angola, sud-est, est i nord-est de la República Democràtica del Congo, oest d'Uganda, Ruanda, Burundi, Kenya i nord i nord-est de Tanzània.